# Saint-Martin-du-Tartre
Pour les articles homonymes, voir Saint-Martin.
Saint-Martin-du-Tartre est une commune française située dans le département de Saône-et-Loire, en région Bourgogne-Franche-Comté.
C'est l'une des treize communes de Saône-et-Loire portant le nom de l'apôtre des Gaules.

## Géographie

### Climat
Pour des articles plus généraux, voir Climat de la Bourgogne-Franche-Comté et Climat de Saône-et-Loire.
En 2010, le climat de la commune est de type climat océanique dégradé des plaines du Centre et du Nord, selon une étude du Centre national de la recherche scientifique s'appuyant sur une série de données couvrant la période 1971-2000. En 2020, Météo-France publie une typologie des climats de la France métropolitaine dans laquelle la commune est dans une zone de transition entre le climat océanique altéré et le climat océanique altéré et est dans la région climatique Bourgogne, vallée de la Saône, caractérisée par un bon ensoleillement (1 900 h/an), un été chaud (18,5 °C), un air sec au printemps et en été et des vents faibles.
Pour la période 1971-2000, la température annuelle moyenne est de 10,3 °C, avec une amplitude thermique annuelle de 17,3 °C. Le cumul annuel moyen de précipitations est de 906 mm, avec 11,4 jours de précipitations en janvier et 6,8 jours en juillet. Pour la période 1991-2020, la température moyenne annuelle observée sur la station météorologique de Météo-France la plus proche, « Mt-Saint-Vincent », sur la commune de Mont-Saint-Vincent à 10 km à vol d'oiseau, est de 10,4 °C et le cumul annuel moyen de précipitations est de 891,2 mm. 
La température maximale relevée sur cette station est de 37,6 °C, atteinte le 12 août 2003 ; la température minimale est de −21,1 °C, atteinte le 10 février 1956,,.
Les paramètres climatiques de la commune ont été estimés pour le milieu du siècle (2041-2070) selon différents scénarios d'émission de gaz à effet de serre à partir des nouvelles projections climatiques de référence DRIAS-2020. Ils sont consultables sur un site dédié publié par Météo-France en novembre 2022.

## Urbanisme

### Typologie
Au 1er janvier 2024, Saint-Martin-du-Tartre est catégorisée commune rurale à habitat très dispersé, selon la nouvelle grille communale de densité à sept niveaux définie par l'Insee en 2022.
Elle est située hors unité urbaine et hors attraction des villes,.

### Occupation des sols
L'occupation des sols de la commune, telle qu'elle ressort de la base de données européenne d’occupation biophysique des sols Corine Land Cover (CLC), est marquée par l'importance des territoires agricoles (94,3 % en 2018), une proportion identique à celle de 1990 (94,3 %). La répartition détaillée en 2018 est la suivante : prairies (49,1 %), zones agricoles hétérogènes (25,5 %), terres arables (19,7 %), forêts (5,7 %). L'évolution de l’occupation des sols de la commune et de ses infrastructures peut être observée sur les différentes représentations cartographiques du territoire : la carte de Cassini (XVIIIe siècle), la carte d'état-major (1820-1866) et les cartes ou photos aériennes de l'IGN pour la période actuelle (1950 à aujourd'hui).

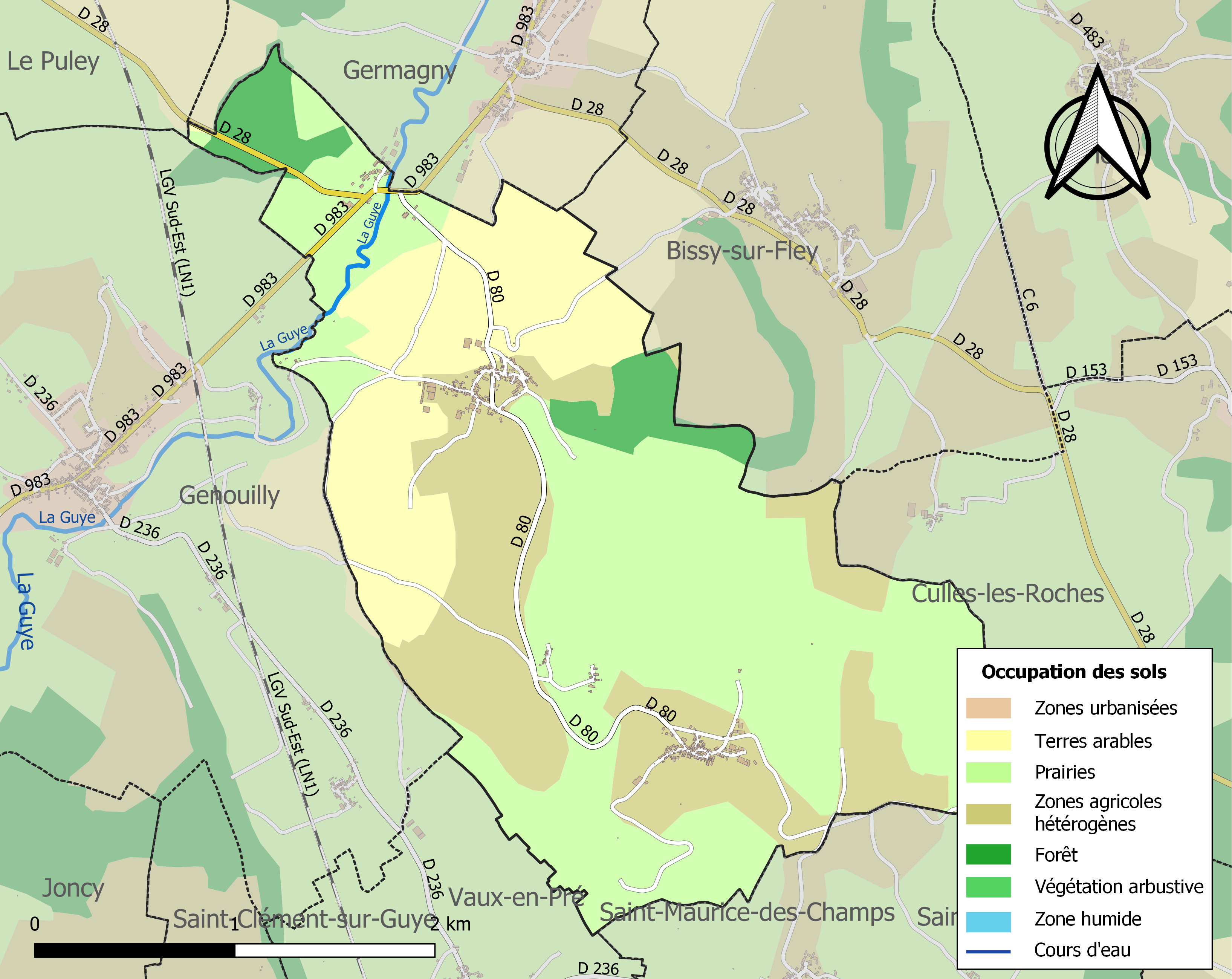
Carte des infrastructures et de l'occupation des sols de la commune en 2018 (CLC).

## Histoire
L'église, d'architecture romane, a été donnée en 948 à l'abbaye de Cluny.
Saint-Martin-du-Tartre disposa durant toute la première moitié du XIXe siècle d'une station (ou poste télégraphique aérien) du télégraphe Chappe implantée le long de l'« embranchement » reliant Chalon-sur-Saône à la ligne Paris-Toulon, installation qui cessa de fonctionner en 1853, remplacée par la télégraphie électrique.

## Économie

Les vignobles de la côte chalonnaise.

## Politique et administration
| Période                                  | Période   | Identité        | Étiquette | Qualité |
| ---------------------------------------- | --------- | --------------- | --------- | ------- |
| juin 1995                                | mars 2014 | André Davanture |           |         |
| mars 2014                                | en cours  | Bernard Jusseau |           |         |
| Les données manquantes sont à compléter. |           |                 |           |         |

## Démographie
L'évolution du nombre d'habitants est connue à travers les recensements de la population effectués dans la commune depuis 1793. Pour les communes de moins de 10 000 habitants, une enquête de recensement portant sur toute la population est réalisée tous les cinq ans, les populations de référence des années intermédiaires étant quant à elles estimées par interpolation ou extrapolation. Pour la commune, le premier recensement exhaustif entrant dans le cadre du nouveau dispositif a été réalisé en 2006.

En 2022, la commune comptait 150 habitants, en évolution de −5,66 % par rapport à 2016 (Saône-et-Loire : −1,06 %, France hors Mayotte : +2,11 %).
| 1793 | 1800 | 1806 | 1821 | 1831 | 1836 | 1841 | 1846 | 1851 |
| ---- | ---- | ---- | ---- | ---- | ---- | ---- | ---- | ---- |
| 464  | 455  | 453  | 453  | 493  | 476  | 499  | 503  | 506  |

| 1856 | 1861 | 1866 | 1872 | 1876 | 1881 | 1886 | 1891 | 1896 |
| ---- | ---- | ---- | ---- | ---- | ---- | ---- | ---- | ---- |
| 488  | 481  | 454  | 432  | 204  | 433  | 439  | 446  | 413  |

| 1901 | 1906 | 1911 | 1921 | 1926 | 1931 | 1936 | 1946 | 1954 |
| ---- | ---- | ---- | ---- | ---- | ---- | ---- | ---- | ---- |
| 377  | 358  | 324  | 296  | 268  | 261  | 266  | 236  | 200  |

| 1962 | 1968 | 1975 | 1982 | 1990 | 1999 | 2006 | 2011 | 2016 |
| ---- | ---- | ---- | ---- | ---- | ---- | ---- | ---- | ---- |
| 162  | 142  | 114  | 141  | 135  | 151  | 164  | 154  | 159  |

| 2021 | 2022 | - | - | - | - | - | - | - |
| ---- | ---- | - | - | - | - | - | - | - |
| 153  | 150  | - | - | - | - | - | - | - |

## Culture locale et patrimoine

### Lieux et monuments
- L'église romane, placée sous le vocable de saint Martin, dont les parties les plus anciennes remontent au XIe siècle (à savoir la nef, assez large, qui fut toutefois remaniée au XIXe, époque à laquelle furent percées deux baies côté sud et un plafond ajouté, sachant que les trois baies romanes à double ébrasements sont toujours ouvertes au nord)[20].
- La croix de l’ancien cimetière, devant la façade occidentale de l'église, qui est datée de 1696.
- Nombreuses cadoles.
- Lavoirs (au bourg et au hameau de Maizeray).
- Au hameau de Maizeray : oratoire dédié à Notre-Dame-du-Monde-Entier, érigé en 1959-1960 en lieu et place d’une chapelle romane en ruine qui fut démolie dans les années 50[21].

## Pour approfondir